# Saison 2010-2011 de l'AS Saint-Étienne
Maillots
Chronologie
Saison précédente Saison suivante
Lors de la saison 2010-2011, l'AS Saint-Étienne participe à la Ligue 1 pour la 58e fois, à la Coupe de France pour la 77e fois, à la Coupe de la Ligue pour la 17e fois.

Christophe Galtier, en poste depuis décembre 2009 à la suite du licenciement d'Alain Perrin, est confirmé entraîneur ; il prolonge même son contrat jusqu'en 2014.
Pour tenter d'améliorer les résultats du club, les présidents Caiazzo et Romeyer recrutent plusieurs joueurs expérimentés et à moindre frais en raison de la crise économique : Batlles (Grenoble), Marchal (Lorient), Ebondo (Toulouse) et Bocanegra (Rennes). Ils pallient ainsi le départ de Mouhamadou Dabo au Séville FC tout en encadrant les jeunes du centre de formation, comme Rivière ou Andreu sur les conseils de Rocheteau, membre du conseil de surveillance. La saison commence très bien pour l'ASSE ; en effet, lors de la 6e journée, grâce à leur victoire à domicile 3-0 contre Montpellier, les Verts reprennent, pour la première fois depuis 28 ans, la tête du classement de la Ligue 1. Les Stéphanois ne s'arrêtent pas là et remportent le 100e derby, après 17 ans sans victoire (saison 1992-1993), au stade de Gerland (0-1) grâce à un coup franc magistral de Dimitri Payet, symbole du renouveau des Verts avec ses 7 buts inscrits en sept journées. La seconde partie de saison est plus chaotique avec un long passage à vide. Le 29 mai 2011, à la suite du match nul 1-1 concédé face au Paris SG, les Verts terminent à la 10e place du championnat.

## Les joueurs et le club lors de la saison 2010-2011

### Mercato
| Mercato d’été             |             |                  |                                  |                                          |
| Nom                       | Nationalité | Date             | Nature/Montant                   | Provenance/Destination                   |
| Arrivées                  |             |                  |                                  |                                          |
| Sylvain Marchal           | France      | 13 mai 2010      | Libre                            | Lorient (Ligue 1)                        |
| Guirane N'Daw             | Sénégal     | 30 juin 2010     | Transfert définitif              | Nantes (Ligue 2)                         |
| Sébastien Grax            | France      | 1er juillet 2010 | Retour de prêt                   | Guingamp (National)                      |
| Laurent Batlles           | France      | 3 juillet 2010   | Libre                            | Grenoble (Ligue 2)                       |
| Carlos Bocanegra          | États-Unis  | 23 juillet 2010  | 165 000 €                        | Rennes (Ligue 1)                         |
| Albin Ebondo              | France      | 23 juillet 2010  | Libre                            | Toulouse (Ligue 1)                       |
| Départs                   |             |                  |                                  |                                          |
| Kevin Mirallas            | Belgique    | 18 juin 2010     | Prêt avec option d’achat         | Olympiakos Le Pirée (Superleague Ellàda) |
| Augusto Fernández         | Argentine   | 30 juin 2010     | Retour de prêt                   | CA River Plate (Primera división)        |
| Vincent Planté            | France      | 14 juillet 2010  | Prêt                             | Arles-Avignon (Ligue 1)                  |
| Pape Diakhaté             | Sénégal     | 30 juin 2010     | Retour de prêt                   | Dynamo Kiev (Division 1 ukrainienne)     |
| Mouhamadou Dabo           | France      | 30 juin 2010     | Fin de contrat                   | Séville FC (Liga BBVA)                   |
| Efstáthios Tavlarídis     | Grèce       | 30 juin 2010     | Fin de contrat                   | AEL Larissa (Superleague Ellàda)         |
| Yohan Benalouane          | Tunisie     | 31 août 2010     | Transfert                        | AC Cesena (Serie A)                      |
| Gelson Fernandes          | Suisse      | 31 août 2010     | Prêt avec option d’achat         | AC ChievoVerona (Serie A)                |
| Mercato d’hiver           |             |                  |                                  |                                          |
| Arrivées                  |             |                  |                                  |                                          |
| Yoric Ravet               | France      | 31 janvier 2011  | 400 000 € (+ 200 000 € de bonus) | Grenoble (Ligue 2)                       |
| Alejandro Alonso          | Argentine   | 31 janvier 2011  | 200 000 €                        | Monaco (Ligue 1)                         |
| Pierre-Emerick Aubameyang | Gabon       | 31 janvier 2011  | Prêt avec option d’achat         | Monaco (Ligue 1)                         |
| Départs                   |             |                  |                                  |                                          |
| Guirane N'Daw             | Sénégal     | 24 janvier 2011  | Prêt avec option d’achat         | Real Saragosse (Liga BBVA)               |
| Yoric Ravet               | France      | 31 janvier 2011  | Prêt invalidé par la DNCG        | Grenoble (Ligue 2)                       |
| Gonzalo Bergessio         | Argentine   | 31 janvier 2011  | Prêt avec option d’achat         | Calcio Catane (Serie A)                  |

### Équipementier et sponsors

Adidas, équipementier de l'ASSE depuis juin 2005.

Kaspersky Lab, un des nouveaux sponsors maillot lors de cette saison.

Pour la sixième année consécutive, c’est Adidas qui habille les joueurs stéphanois. Le maillot domicile, avec un col en V, est bicolore et présente deux nuances de vert : la partie droite est verte claire tandis que la partie gauche est verte foncée ; les bandes sont de couleur blanche. Le maillot extérieur est blanc à bandes vertes, et se compose d’un col polo rappelant les premiers maillots du club. Enfin, loin des couleurs verte et blanche du club, le troisième maillot, lui, se veut le « maillot de la ville » et est de couleur bleu foncé avec des bandes jaunes or, conforme au blason de Saint-Étienne  ; ce dernier, par ailleurs, est pour la première fois présent au niveau de la nuque sur chacun des trois maillots.
La marque de jus de fruits Fruité n’étant plus sponsor principal, un appel d’offres a été passé. À la suite d'un changement de législation en France sur la visibilité des marques de paris en ligne sur les maillots, trois sites étaient candidats dont le PMU et Winamax Poker. C’est ce dernier qui deviendra sponsor maillot pour deux saisons, Patrick Bruel, président de Winamax, déclarant être « très fier de [s]'associer à ce club mythique qui a bercé [son] enfance ». Un autre nouveau sponsor a décidé de s’associer à l’AS Saint-Étienne ; il s’agit de la société spécialisée dans la sécurité des systèmes d'information, Kaspersky Lab, dont le logo est désormais présent sur la manche gauche du maillot stéphanois. Funai, société spécialisée dans l’électronique et déjà partenaire la saison précédente, est maintenant présente au dos du maillot. Enfin, le Conseil général de la Loire, Saint-Étienne Métropole et la société Invicta, spécialisée dans le chauffage au bois, restent présent et sur le maillot des Verts et sur le short.
Ces nouveaux partenariats permettront au maillot stéphanois de rapporter plus de 3 millions d’euros ; Roland Romeyer, président du directoire de l’ASSE, s’en est réjoui, indiquant que ceci montrait que « le vert est toujours très apprécié et porteur » .
Par ailleurs, au cours de la saison, et comme pour l'Olympique de Marseille et l'Olympique lyonnais auparavant, Adidas souhaite faire participer les supporters à la conception des maillots de l'année 2012-2013. Pour cela, une réunion est organisée le 25 février 2011 avec un représentant de chaque groupe (Magic Fans, Green Angels, Associés Supporters, USS et les Indépendantistes). Ces derniers proposeront les principales idées de leurs membres qui serviront d'inspirations pour ces nouvelles tenues.
Enfin, le 24 mai 2011, le maillot domicile de la saison 2011-2012 est dévoilé officiellement sur le site internet du club et celui de la Boutique des Verts. Présentée aux supporters et mise en vente le lendemain à la boutique jouxtant Geoffroy-Guichard lors d'une séance de dédicaces avec les joueurs, la nouvelle tenue verte claire aux bandes verticales vert foncé sur le torse est portée par l'équipe stéphanoise lors du dernier match de la saison, à domicile, contre le PSG le 29 mai 2011.

## Statistiques

### Classement des buteurs
| Place | Nom                       | Ligue 1 | Coupe de la Ligue | Total des buts |
| 1     | Dimitri Payet             | 13 buts | -                 | 13 buts        |
| 2     | Emmanuel Rivière          | 8 buts  | -                 | 8 buts         |
| 3     | Bakary Sako               | 7 buts  | -                 | 7 buts         |
| 4     | Pierre-Emerick Aubameyang | 4 buts  | -                 | 4 buts         |
| 4     | Loïc Perrin               | 4 buts  | -                 | 4 buts         |
| 4     | Laurent Batlles           | 4 buts  | -                 | 4 buts         |
| 7     | Christophe Landrin        | 1 but   | 1 but             | 2 buts         |
| 7     | Carlos Bocanegra          | 2 buts  | -                 | 2 buts         |
| 9     | Albin Ebondo              | 1 but   | -                 | 1 but          |
| 9     | Alejandro Alonso          | 1 but   | -                 | 1 but          |
| 9     | Josuha Guilavogui         | 1 but   | -                 | 1 but          |
| 9     | Gonzalo Bergessio         | -       | 1 but             | 1 but          |
| 9     | Guirane N'Daw             | -       | 1 but             | 1 but          |
| #     | contre son camp           | 2 buts  | -                 | 2 buts         |
| Total | 13 buteurs                | 46 buts | 3 buts            | 49 buts        |

Au cours des matches amicaux, neuf buts ont été marqués par les joueurs stéphanois. Gonzalo Bergessio et Bakary Sako en ont marqué deux, et Jessim Mahaya, Idriss Saadi, Loris Néry, Dimitri Payet et Sylvain Marchal en ont marqué un seul.
Date de mise à jour : le 30 juillet 2014.

### Classement des passeurs
L’AS Saint-Étienne compte dix passeurs décisifs lors du championnat 2010-2011 :
- 5 passes décisives : Emmanuel Rivière ;
- 4 passes décisives : Dimitri Payet ;
- 3 passes décisives : Laurent Batlles, Pierre-Emerick Aubameyang ;
- 2 passes décisives : Bakary Sako, Blaise Matuidi ;
- 1 passe décisive : Albin Ebondo, Loïc Perrin, Alejandro Alonso, Christophe Landrin

### Cartons jaunes et rouges
Au cours de la saison, les joueurs stéphanois ont écopé en tout de 67 cartons. Seul Gonzalo Bergessio a reçu un carton rouge direct, alors que Sylvain Marchal en a reçu un après un deuxième carton jaune. Loïc Perrin a écopé du plus grand nombre de carton jaune, en en recevant dix.

### Statistiques détaillées
Le joueur le plus utilisé lors de la saison, est le milieu de terrain Bakary Sako avec quarante-deux rencontres stéphanoises, dont trente-huit en championnat. Le gardien de but Jérémie Janot arrive deuxième avec quarante rencontres, dont trente-six en championnat. Enfin, l’attaquant Emmanuel Rivière est troisième avec trente-huit matches, dont trente-cinq en championnat. Dix joueurs ont participé au moins à un match de championnat, de Coupe de la Ligue et de Coupe de France ; parmi ceux-ci, cinq ont disputé toutes les rencontres de l'AS Saint-Étienne dans ces deux coupes, dont deux sont les plus utilisés par Christophe Galtier : Jérémie Janot, Bakary Sako, Laurent Batlles, Idriss Saadi mais également Gonzalo Bergessio (prêté au Calcio Catane en cours de saison).

## Rencontres de la saison

### Championnat

#### Matches aller
| Date       | N o | Adversaire               | Lieu | Résultat | Buteurs pour Saint-Étienne      | Points | Place |
| ---------- | --- | ------------------------ | ---- | -------- | ------------------------------- | ------ | ----- |
| 07/08/2010 | J01 | Paris SG                 | Ext. | 3 - 1    | Payet 39e                       | 0      | 19    |
| 14/08/2010 | J02 | FC Sochaux               | Dom. | 3 - 2    | Sauget 6e (csc), Perrin 57e 63e | 3      | 10    |
| 21/08/2010 | J03 | Stade rennais FC         | Ext. | 0 - 0    | -                               | 4      | 11    |
| 28/08/2010 | J04 | RC Lens                  | Dom. | 3 - 1    | Payet 5e 79e 85e                | 7      | 5     |
| 11/09/2010 | J05 | Toulouse FC              | Ext. | 0 - 1    | Batllès 34e                     | 10     | 3     |
| 18/09/2010 | J06 | Montpellier              | Dom. | 3 - 0    | Payet 21e 66e, Rivière 32e      | 13     | 1     |
| 25/09/2010 | J07 | Lyon                     | Ext. | 0 - 1    | Payet 75e                       | 16     | 1     |
| 02/10/2010 | J08 | Olympique de Marseille   | Dom. | 1 - 1    | Batllès 59e                     | 17     | 2     |
| 17/10/2010 | J09 | OGC Nice                 | Ext. | 2 - 1    | Payet 11e (pen.)                | 17     | 2     |
| 23/10/2010 | J10 | SM Caen                  | Dom. | 1 - 1    | Rivière 82e                     | 18     | 3     |
| 30/10/2010 | J11 | Brest                    | Ext. | 2- 0     | -                               | 18     | 4     |
| 06/11/2010 | J12 | Lorient                  | Dom. | 1- 2     | Sako 56e                        | 18     | 6     |
| 01/12/2010 | J13 | Valenciennes             | Ext. | 1 - 1    | Rivière 15e                     | 21     | 10    |
| 20/11/2010 | J14 | AJ Auxerre               | Dom. | 1 - 1    | Perrin 54e                      | 19     | 10    |
| 27/11/2010 | J15 | Nancy                    | Ext. | 1 - 1    | Perrin 52e                      | 20     | 12    |
| 05/12/2010 | J16 | FC Girondins de Bordeaux | Dom. | 2 - 2    | Ebondo 67e, Bocanégra 69e       | 22     | 11    |
| 12/12/2010 | J17 | AS Monaco FC             | Ext. | 0 - 2    | Batllès 20e Sako 78e            | 25     | 7     |
| 18/12/2010 | J18 | Arles-Avignon            | Dom. | 2 - 0    | Batllès 51e, Rivière 52e        | 28     | 6     |
| 22/12/2010 | J19 | Lille OSC                | Ext. | 1 - 1    | Sako 75e (pen.)                 | 29     | 6     |

#### Matches retour
| Date       | N o | Adversaire               | Lieu | Résultat | Buteurs pour Saint-Étienne  | Points | Place |
| ---------- | --- | ------------------------ | ---- | -------- | --------------------------- | ------ | ----- |
| 15/01/2011 | J20 | RC Lens                  | Ext. | 2- 1     | Chelle 78e (csc)            | 29     | 8     |
| 29/01/2011 | J21 | Toulouse FC              | Dom. | 2 - 1    | Sako 18e 32e                | 32     | 7     |
| 05/02/2011 | J22 | Montpellier              | Ext. | 1 - 2    | Rivière 12e 33e             | 35     | 5     |
| 12/02/2011 | J23 | Lyon                     | Dom. | 1 - 4    | Bocanégra 13e               | 35     | 6     |
| 19/02/2011 | J24 | Olympique de Marseille   | Ext. | 2 - 1    | Landrin 90+4e               | 35     | 7     |
| 26/02/2011 | J25 | OGC Nice                 | Dom. | 0 - 2    | -                           | 35     | 7     |
| 05/03/2011 | J26 | SM Caen                  | Ext. | 1 - 0    | -                           | 35     | 10    |
| 12/03/2011 | J27 | Brest                    | Dom. | 2 - 0    | Sako 34e (pen.), Payet 88e  | 38     | 7     |
| 19/03/2011 | J28 | Lorient                  | Ext. | 0 - 0    | -                           | 39     | 6     |
| 03/04/2011 | J29 | Valenciennes             | Dom. | 1 - 1    | Payet 58e                   | 40     | 7     |
| 09/04/2011 | J30 | AJ Auxerre               | Ext. | 2 - 2    | Rivière 27e, Aubameyang 70e | 41     | 7     |
| 16/04/2011 | J31 | Nancy                    | Dom. | 2 - 1    | Payet 57e 65e               | 44     | 6     |
| 24/04/2011 | J32 | FC Girondins de Bordeaux | Ext. | 2 - 0    | -                           | 44     | 8     |
| 01/05/2011 | J33 | AS Monaco FC             | Dom. | 1 - 1    | Payet 11e                   | 45     | 9     |
| 07/05/2011 | J34 | Arles-Avignon            | Ext. | 0 - 1    | Alonso 33e (pen.)           | 48     | 8     |
| 10/05/2011 | J35 | Lille OSC                | Dom. | 1 - 2    | Rivière 5e                  | 48     | 8     |
| 15/05/2011 | J36 | Stade rennais FC         | Dom. | 1 - 2    | Sako 28e                    | 48     | 9     |
| 21/05/2011 | J37 | FC Sochaux               | Ext. | 2 - 1    | Aubameyang 9e               | 48     | 8     |
| 29/05/2011 | J38 | Paris SG                 | Dom. | 1 - 1    | Guilavogui 70e              | 49     | 10    |

### Coupe de la Ligue
| Date       | N o         | Adversaire               | Lieu | Résultat | Buteurs pour Saint-Étienne  | Suite                            |
| ---------- | ----------- | ------------------------ | ---- | -------- | --------------------------- | -------------------------------- |
| 22/09/2010 | 1/16e de f. | OGC Nice                 | Dom. | 2 - 0    | Landrin 14e , Bergessio 39e | Qualifiés pour les 8e de finale  |
| 26/10/2010 | 1/8e de f.  | FC Girondins de Bordeaux | Dom. | 1 - 0    | N'Daw 11e                   | Qualifiés pour les 1/4 de finale |
| 09/11/2010 | 1/4 de f.   | AJ Auxerre               | Ext. | 1 - 0    | -                           | Éliminés                         |

### Coupe de France
| Date       | N o         | Adversaire    | Lieu | Résultat | Buteurs pour Saint-Étienne | Suite    |
| ---------- | ----------- | ------------- | ---- | -------- | -------------------------- | -------- |
| 08/01/2011 | 1/32e de f. | Clermont Foot | Dom. | 0 - 2    | -                          | Éliminés |

### Affluence
La capacité du stade Geoffroy-Guichard est 35 616 places cette année-là.
Affluence de l'AS Saint-Étienne à domicile

### Joueurs en sélection nationale

#### Équipe de France
Deux joueurs ont été sélectionnés cette saison en Équipe de France. Il s’agit de Blaise Matuidi avec trois sélections dont deux titularisations et Dimitri Payet avec trois sélections également, mais sans titularisations.
| Joueurs        | Position | Date       | Lieu        | Type rencontre               | Adversaire         | Score | But | Temps de jeu |
| Blaise Matuidi | Milieu   | 07.09.2010 | Sarajevo    | Qualif. Championnat d'Europe | Bosnie-Herzégovine | 2 - 0 | -   | 9            |
| Blaise Matuidi | Milieu   | 29.03.2011 | Saint-Denis | Amical                       | Croatie            | 0 - 0 | -   | 87           |
| Blaise Matuidi | Milieu   | 06.06.2011 | Donetsk     | Amical                       | Ukraine            | 4 - 1 | -   | 76           |
| Dimitri Payet  | Milieu   | 09.10.2010 | Saint-Denis | Qualif. Championnat d'Europe | Roumanie           | 2 - 0 | -   | 3            |
| Dimitri Payet  | Milieu   | 12.10.2010 | Metz        | Qualif. Championnat d'Europe | Luxembourg         | 2 - 0 | -   | 27           |
| Dimitri Payet  | Milieu   | 17.11.2010 | Londres     | Amical                       | Angleterre         | 2 - 1 | -   | 13           |

Quatre jeunes ont été sélectionnés avec les Espoirs. Emmanuel Rivière a 8 sélections, Josuha Guilavogui en compte 5, Loris Néry et Bakary Sako une seule.
| Joueurs           | Position  | Date       | Adversaire         | Score | But | Cartons Jaunes | Temps de jeu |
| Emmanuel Rivière  | Attaquant | 11.08.2010 | Belgique           | 1 - 0 | -   | oui            | 27           |
| Emmanuel Rivière  | Attaquant | 03.09.2010 | Ukraine            | 2 - 0 | 1   | non            | 90           |
| Emmanuel Rivière  | Attaquant | 08.10.2010 | Turquie            | 2 - 0 | -   | non            | 61           |
| Emmanuel Rivière  | Attaquant | 12.10.2010 | Danemark           | 3 - 1 | -   | non            | 15           |
| Emmanuel Rivière  | Attaquant | 16.11.2010 | Russie             | 1 - 0 | -   | non            | 28           |
| Emmanuel Rivière  | Attaquant | 08.02.2011 | Slovaquie          | 3 - 1 | -   | non            | 60           |
| Emmanuel Rivière  | Attaquant | 24.03.2011 | Espagne            | 3 - 2 | 2   | non            | 90           |
| Emmanuel Rivière  | Attaquant | 29.03.2011 | République Tchèque | 1 - 0 | -   | non            | 18           |
| Josuha Guilavogui | Milieu    | 08.02.2011 | Slovaquie          | 3 - 1 | -   | oui            | 90           |
| Josuha Guilavogui | Milieu    | 24.03.2011 | Espagne            | 3 - 2 | -   | oui            | 90           |
| Josuha Guilavogui | Milieu    | 29.03.2011 | République Tchèque | 1 - 0 | -   | non            | 27           |
| Josuha Guilavogui | Milieu    | 02.06.2011 | Serbie-Monténégro  | 1 - 0 | -   | non            | 82           |
| Josuha Guilavogui | Milieu    | 05.06.2011 | Ukraine            | 1 - 1 | -   | non            | 66           |
| Loris Néry        | Défenseur | 08.02.2011 | Slovaquie          | 3 - 1 | -   | non            | 16           |
| Bakary Sako       | Milieu    | 11.08.2010 | Belgique           | 1 - 0 | -   | oui            | 45           |

#### Sélections étrangères
| Nom                       | Éliminatoires CM ou CAN | Éliminatoires CM ou CAN | Éliminatoires CM ou CAN | Éliminatoires CM ou CAN | Gold Cup | Gold Cup    | Gold Cup | Gold Cup     | Matchs amicaux | Matchs amicaux | Matchs amicaux | Matchs amicaux | Total | Total       | Total  | Total        |
| Nom                       | MJ                      | But inscrit             | Averti                  | Carton rouge            | MJ       | But inscrit | Averti   | Carton rouge | MJ             | But inscrit    | Averti         | Carton rouge   | MJ    | But inscrit | Averti | Carton rouge |
| ------------------------- | ----------------------- | ----------------------- | ----------------------- | ----------------------- | -------- | ----------- | -------- | ------------ | -------------- | -------------- | -------------- | -------------- | ----- | ----------- | ------ | ------------ |
| Carlos Bocanegra          | 0                       | 0                       | 0                       | 0                       | 6        | 0           | 0        | 0            | 4              | 0              | 0              | 0              | 10    | 0           | 0      | 0            |
| Pierre-Emerick Aubameyang | 0                       | 0                       | 0                       | 0                       | 0        | 0           | 0        | 0            | 7              | 2              | 0              | 0              | 7     | 2           | 0      | 0            |
| Moustapha Bayal Sall      | 1                       | 0                       | 0                       | 0                       | 0        | 0           | 0        | 0            | 2              | 0              | 0              | 0              | 3     | 0           | 0      | 0            |
| Guirane N'Daw             | 2                       | 0                       | 0                       | 0                       | 0        | 0           | 0        | 0            | 1              | 0              | 0              | 0              | 3     | 0           | 0      | 0            |